# Marie Kristina Habsbursko-Lotrinská
Marie Kristina Rakouská (13. května 1742, Vídeň – 24. června 1798 tamtéž) byla rakouská arcivévodkyně, dcera Marie Terezie a Františka I. Štěpána, provdaná vévodkyně sasko-těšínská.

## Původ
Marie Kristina se narodila 13. května 1742, v den pětadvacátých narozenin své matky, což je považováno za jeden z hlavních důvodů, proč ji Marie Terezie upřednostňovala před svými ostatními dětmi. Byla již pátým dítětem (čtvrtou dcerou) královského páru. V té době měla však pouze dva sourozence, sestru Marii Annu a bratra Josefa, protože dvě ze starších sester zemřely před jejím narozením.

## Život

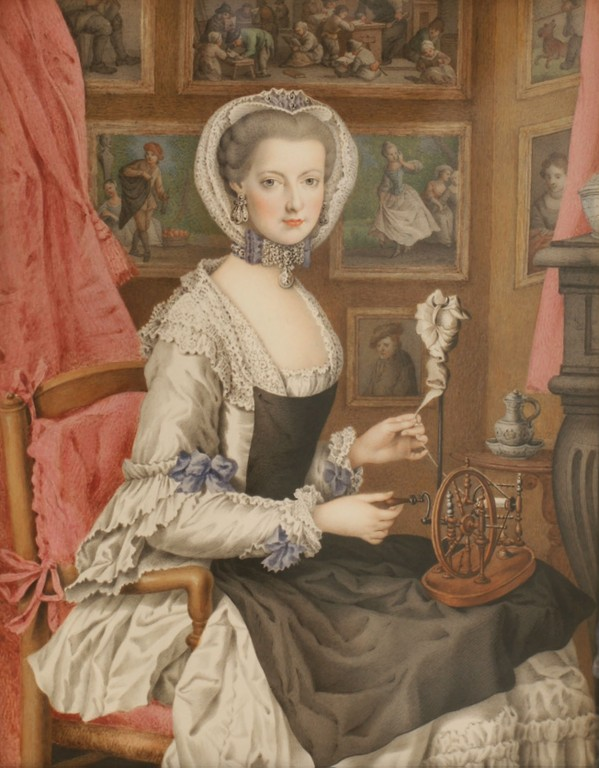
Sasko-těšínská vévodkyně 'Marie Kristina

V rodině se Marie Kristýna, které říkali Mimi nebo jednoduše Marie, se od dětství těšila velké pozornosti obou rodičů a pomalu vyrůstala v půvabnou dívku. Z tohoto důvodu na ni většina její sourozenců žárlila, neboť byla navíc velmi krásná a talentovaná. Neměli ji však rádi spíše proto, že se k ostatním chovala povýšeně.
Její matka jí splnila každé přání. S tím souvisí i výběr její vychovatelky. Její první vychovatelkou byla hraběnka Trautsonová, ta si však nezískala dívčinu přízeň a Mimi císařovnu žádala, aby jí byla přidělena nová, z jejího pohledu lepší vychovatelka. To jí po delším váhání bylo splněno a novou vychovatelkou Marie Kristiny se stala vdova hraběnka Maria Anna Vasquezová. S tou si arcivévodkyně dobře rozuměla a později, když jí byl přidělen vlastní dvůr, povýšila Mimi paní Velasquezovou na vrchní hofmistryni.
První láskou Mimi se stal moudrý a laskavý princ Ludvík Evžen Württemberský, ten se však jejím manželem stát nemohl, jelikož Marie Terezie se domnívala, že třetí syn württemberského vévody nebyl Marii Kristině společensky roven. Další milostné vzplanutí nastalo, když k císařskému dvoru ve Vídni přijeli synové polského krále a saského kurfiřta Augusta III, princové Albert Kazimír a jeho bratr Klement. Marie Kristina se zamilovala do prvního z nich a císařovna po nějaké době souhlasila s jejich sňatkem. Její počáteční zdrženlivost měla jediný důvod – otec František Štěpán chtěl svou čtvrtou dceru provdat za jejího bratrance Benedikta von Chablais. Marie Kristýna se proto za milovaného Alberta provdala až po otcově smrti, i když ještě v době držení státního smutku.
Svatba se uskutečnila 8. dubna 1766 na zámku Hof provdala za sasko-těšínského vévodu Alberta Kazimíra (1738–1822), za kterého se, jako jediná dcera Marie Terezie, mohla provdat z lásky. Albert byl velmi umělecky založen a společně se svou chotí shromáždil několik sbírek obrazů (snad nejznámější je galerii umění, nazvaná později podle svého zakladatele Albertinou, kterou manželský pár založil v roce 1768 ve Vídni). Rok po svatbě se novomanželům narodilo jediné dítě, dcerka, která však krátce po narození zemřela. Manželé nějaký čas žili v Prešpurku a později v Bruselu. Je také popsán erotický vztah Marie se svojí švagrovou Isabelou Parmskou.
Marie Kristina zemřela ve Vídni na onemocnění žaludku 24. června 1798 ve věku 56 let. Její manžel, který ji přežil skoro o 25 let, jí nechal postavit nádherný náhrobek. Práci zadal italskému sochaři Antoniu Canovovi, který vytvořil hladkou monumentální pyramidu s medailonem Marie Kristiny a postavami z carrarského mramoru. Hrobka nesoucí nápis UXOR OPTIMAE ALBERTUS („Nejlepší manželce Albert“) se nachází v pravé postranní lodi augustiánského kostela ve Vídni.

## Potomci
- Marie Kristina Terezie (16. květen 1767 – 17. květen 1767)
- Karel (1771–1847) – syn jejího bratra Leopolda (1747–1792), kterého po smrti jeho rodičů Marie Kristina s manželem adoptovali (později známý jako vítěz od Aspern)

## Vývod z předků
|                                       |                                             |  |                           |                                                             |  |  |  |  |  |  |  | Mikuláš František Lotrinský |
|                                       |                                             |  |                           |                                                             |  |  |  |  |  |  |  |                             |
|                                       | Karel V. Lotrinský                          |  |                           |                                                             |  |  |  |  |  |  |  |                             |
|                                       |                                             |  |                           |                                                             |  |  |  |  |  |  |  |                             |
|                                       |                                             |  |                           | Klaudie Lotrinská                                           |  |  |  |  |  |  |  |                             |
|                                       |                                             |  |                           |                                                             |  |  |  |  |  |  |  |                             |
|                                       | Leopold Josef Lotrinský                     |  |                           |                                                             |  |  |  |  |  |  |  |                             |
|                                       |                                             |  |                           |                                                             |  |  |  |  |  |  |  |                             |
|                                       |                                             |  |                           | Ferdinand III. Habsburský                                   |  |  |  |  |  |  |  |                             |
|                                       |                                             |  |                           |                                                             |  |  |  |  |  |  |  |                             |
|                                       | Eleonora Marie Josefa Habsburská            |  |                           |                                                             |  |  |  |  |  |  |  |                             |
|                                       |                                             |  |                           |                                                             |  |  |  |  |  |  |  |                             |
|                                       |                                             |  |                           | Eleonora Magdalena Gonzagová                                |  |  |  |  |  |  |  |                             |
|                                       |                                             |  |                           |                                                             |  |  |  |  |  |  |  |                             |
|                                       | František I. Štěpán Lotrinský               |  |                           |                                                             |  |  |  |  |  |  |  |                             |
|                                       |                                             |  |                           |                                                             |  |  |  |  |  |  |  |                             |
|                                       |                                             |  |                           | Ludvík XIII.                                                |  |  |  |  |  |  |  |                             |
|                                       |                                             |  |                           |                                                             |  |  |  |  |  |  |  |                             |
|                                       | Filip I. Orleánský                          |  |                           |                                                             |  |  |  |  |  |  |  |                             |
|                                       |                                             |  |                           |                                                             |  |  |  |  |  |  |  |                             |
|                                       |                                             |  |                           | Anna Rakouská                                               |  |  |  |  |  |  |  |                             |
|                                       |                                             |  |                           |                                                             |  |  |  |  |  |  |  |                             |
|                                       | Alžběta Charlotta Orleánská                 |  |                           |                                                             |  |  |  |  |  |  |  |                             |
|                                       |                                             |  |                           |                                                             |  |  |  |  |  |  |  |                             |
|                                       |                                             |  |                           | Karel I. Ludvík Falcký                                      |  |  |  |  |  |  |  |                             |
|                                       |                                             |  |                           |                                                             |  |  |  |  |  |  |  |                             |
|                                       | Alžběta Šarlota Falcká                      |  |                           |                                                             |  |  |  |  |  |  |  |                             |
|                                       |                                             |  |                           |                                                             |  |  |  |  |  |  |  |                             |
|                                       |                                             |  |                           | Šarlota Hesensko-Kasselská                                  |  |  |  |  |  |  |  |                             |
|                                       |                                             |  |                           |                                                             |  |  |  |  |  |  |  |                             |
| 'Marie Kristina Habsbursko-Lotrinská' |                                             |  |                           |                                                             |  |  |  |  |  |  |  |                             |
|                                       |                                             |  |                           |                                                             |  |  |  |  |  |  |  |                             |
|                                       |                                             |  | Ferdinand III. Habsburský |                                                             |  |  |  |  |  |  |  |                             |
|                                       |                                             |  |                           |                                                             |  |  |  |  |  |  |  |                             |
|                                       | Leopold I.                                  |  |                           |                                                             |  |  |  |  |  |  |  |                             |
|                                       |                                             |  |                           |                                                             |  |  |  |  |  |  |  |                             |
|                                       |                                             |  |                           | Marie Anna Španělská                                        |  |  |  |  |  |  |  |                             |
|                                       |                                             |  |                           |                                                             |  |  |  |  |  |  |  |                             |
|                                       | Karel VI. Habsburský                        |  |                           |                                                             |  |  |  |  |  |  |  |                             |
|                                       |                                             |  |                           |                                                             |  |  |  |  |  |  |  |                             |
|                                       |                                             |  |                           | Filip Vilém Falcký                                          |  |  |  |  |  |  |  |                             |
|                                       |                                             |  |                           |                                                             |  |  |  |  |  |  |  |                             |
|                                       | Eleonora Magdalena Falcko-Neuburská         |  |                           |                                                             |  |  |  |  |  |  |  |                             |
|                                       |                                             |  |                           |                                                             |  |  |  |  |  |  |  |                             |
|                                       |                                             |  |                           | Alžběta Amálie Hesensko-Darmstadtská                        |  |  |  |  |  |  |  |                             |
|                                       |                                             |  |                           |                                                             |  |  |  |  |  |  |  |                             |
|                                       | Marie Terezie                               |  |                           |                                                             |  |  |  |  |  |  |  |                             |
|                                       |                                             |  |                           |                                                             |  |  |  |  |  |  |  |                             |
|                                       |                                             |  |                           | Anton Ulrich Brunšvicko-Wolfenbüttelský                     |  |  |  |  |  |  |  |                             |
|                                       |                                             |  |                           |                                                             |  |  |  |  |  |  |  |                             |
|                                       | Ludvík Rudolf Brunšvicko-Wolfenbüttelský    |  |                           |                                                             |  |  |  |  |  |  |  |                             |
|                                       |                                             |  |                           |                                                             |  |  |  |  |  |  |  |                             |
|                                       |                                             |  |                           | Alžběta Juliana Šlesvicko-Holštýnsko-Sonderbursko-Norburská |  |  |  |  |  |  |  |                             |
|                                       |                                             |  |                           |                                                             |  |  |  |  |  |  |  |                             |
|                                       | Alžběta Kristýna Brunšvicko-Wolfenbüttelská |  |                           |                                                             |  |  |  |  |  |  |  |                             |
|                                       |                                             |  |                           |                                                             |  |  |  |  |  |  |  |                             |
|                                       |                                             |  |                           | Albrecht Arnošt I. Öttingenský                              |  |  |  |  |  |  |  |                             |
|                                       |                                             |  |                           |                                                             |  |  |  |  |  |  |  |                             |
|                                       | Kristýna Luisa Öttingenská                  |  |                           |                                                             |  |  |  |  |  |  |  |                             |
|                                       |                                             |  |                           |                                                             |  |  |  |  |  |  |  |                             |
|                                       |                                             |  |                           | Kristýna Frederika Württemberská                            |  |  |  |  |  |  |  |                             |
|                                       |                                             |  |                           |                                                             |  |  |  |  |  |  |  |                             |